# 陸軍の一覧
これは現在における各国の陸軍の一覧（りくぐんのいちらん）である。ただし、内戦などで正規軍が事実上分裂あるいは存在しない場合や軍そのものを保有しない国家もある。
大日本帝国陸軍、ソ連陸軍、ナチスドイツ武装親衛隊など歴史上のものについては歴史上の軍隊の一覧を参照。

## アジア

### 東アジア
- 日本
  - 陸上自衛隊 （”軍隊”ではないとしている）
- 韓国
  - 大韓民国陸軍
- 北朝鮮
  - 朝鮮人民軍陸軍
- 中華人民共和国
  - 中国人民解放軍陸軍
- 中華民国（台湾）
  - 中華民国陸軍
- モンゴル
  - モンゴル国の軍事

### 東南アジア
- インドネシア
  - インドネシア陸軍
- カンボジア
  - カンボジア陸軍
- シンガポール
  - シンガポールの軍事
- タイ
  - タイ王国陸軍
- 東ティモール
  - 東ティモール陸軍
- フィリピン
  - フィリピン陸軍
- ブルネイ
  - ブルネイ陸軍
- ベトナム
  - ベトナム陸軍
- マレーシア
  - マレーシア陸軍
- ミャンマー
  - ミャンマー陸軍
- ラオス
  - ラオス陸軍

### 南アジア
- インド
  - インド陸軍
- スリランカ
  - スリランカ陸軍
- ネパール
  - ネパール陸軍
- パキスタン
  - パキスタン陸軍
- バングラデシュ
  - バングラデシュ陸軍
- ブータン
  - ブータンの軍事
- モルディブ
  - モルディブ国防軍

### 中央アジア
- ウズベキスタン
  - ウズベキスタン陸軍
- カザフスタン
  - カザフスタン陸軍
- キルギス
  - キルギス陸軍
- タジキスタン
  - タジキスタン陸軍
- トルクメニスタン
  - トルクメニスタン陸軍

### 西アジア
- アゼルバイジャン
  - アゼルバイジャン陸軍
- アフガニスタン
  - アフガニスタンの軍事
- アラブ首長国連邦
  - アラブ首長国連邦陸軍
- アルメニア
  - アルメニアの軍事
- イエメン
  - イエメン陸軍
- イスラエル
  - イスラエル陸軍
- イラク
  - イラク治安部隊
- イラン
  - イラン・イスラム共和国陸軍
  - イスラム革命防衛隊
- オマーン
  - オマーン陸軍
- カタール
  - カタールの軍事
- キプロス
  - キプロスの軍事
- クウェート
  - クウェート陸軍
- ジョージア
  - ジョージア陸軍
- サウジアラビア
  - サウジアラビア陸軍
- シリア
  - シリア陸軍
- トルコ
  - トルコ陸軍
- バーレーン
  - バーレーン陸軍
- ヨルダン
  - ヨルダン陸軍
- レバノン
  - レバノン陸軍

### その他
- アブハジア
- 北キプロス
- アルツァフ
- パレスチナ
- 南オセチア

## アフリカ

### 北アフリカ
- アルジェリア
  - アルジェリア陸軍
- エジプト
  - エジプト陸軍
- チュニジア
  - チュニジア陸軍
- モロッコ
  - モロッコ陸軍
- リビア
  - リビア陸軍

### 西アフリカ
- ガーナ
  - ガーナ陸軍
- カーボベルデ
  - カーボベルデ陸軍
- ガンビア
  - ガンビア陸軍
- ギニア
  - ギニア陸軍
- ギニアビサウ
  - ギニアビサウ陸軍
- コートジボワール
  - コートジボワールの軍事
- シエラレオネ
  - シエラレオネの軍事
- セネガル
  - セネガル陸軍
- トーゴ
  - トーゴ陸軍
- ナイジェリア
  - ナイジェリア陸軍
- ニジェール
  - ニジェール陸軍
- ブルキナファソ
  - ブルキナファソ陸軍
- ベナン
  - ベナン陸軍
- マリ
  - マリ陸軍
- モーリタニア
  - モーリタニア陸軍
- リベリア
  - リベリアの軍事

### 東アフリカ
- ウガンダ
  - ウガンダ陸軍
- エチオピア
  - エチオピア陸軍
- エリトリア
  - エリトリア陸軍
- ケニア
  - ケニア陸軍
- コモロ
  - コモロ陸軍
- ジブチ
  - ジブチ陸軍
- スーダン
  - スーダンの軍事
- セーシェル
  - セーシェル陸軍
- ソマリア
  - ソマリアの軍事
- マダガスカル
  - マダガスカル陸軍
- モーリシャス
  - モーリシャス陸軍

### 中部アフリカ
- ガボン
  - ガボン陸軍
- カメルーン
  - カメルーン陸軍
- コンゴ共和国
  - コンゴ共和国陸軍
- コンゴ民主共和国
  - コンゴ民主共和国陸軍
- サントメ・プリンシペ
  - サントメ・プリンシペ軍
- 赤道ギニア
  - 赤道ギニア軍
- チャド
  - チャド陸軍
- 中央アフリカ
  - 中央アフリカ陸軍
- ブルンジ
  - ブルンジ陸軍
- ルワンダ
  - ルワンダの軍事

### 南部アフリカ
- アンゴラ
  - アンゴラ陸軍
- ザンビア
  - ザンビア陸軍
- ジンバブエ
  - ジンバブエ陸軍
- エスワティニ
  - スワジランドの軍事
- タンザニア
  - タンザニア陸軍
- ナミビア
  - ナミビア陸軍
- ボツワナ
  - ボツワナ陸軍
- マラウイ
  - マラウイの軍事
- 南アフリカ共和国
  - 南アフリカ陸軍
- モザンビーク
  - モザンビークの軍事
- レソト
  - レソトの軍事

### その他
- ソマリランド
- 西サハラ

## アメリカ

### 北アメリカ
- アメリカ合衆国
  - アメリカ陸軍
- カナダ
  - カナダ陸軍

### 中央アメリカ
- エルサルバドル
  - エルサルバドル陸軍
- グアテマラ
  - グアテマラ陸軍
- コスタリカ
  - コスタリカの軍事
- ニカラグア
  - ニカラグア陸軍
- パナマ
  - パナマの軍事
- ベリーズ
  - ベリーズの軍事
- ホンジュラス
  - ホンジュラス陸軍
- メキシコ
  - メキシコ陸軍

### 西インド諸島
- アンティグア・バーブーダ
  - アンティグア・バーブーダ国防軍
- キューバ
  - キューバ陸軍
- グレナダ
  - グレナダの軍事
- ジャマイカ
  - ジャマイカ陸軍
- セントクリストファー・ネイビス
  - セントクリストファー・ネイビス国防軍
- セントビンセント・グレナディーン
  - セントビンセント・グレナディーンの軍事
- セントルシア
  - セントルシアの軍事
- ドミニカ共和国
  - ドミニカ共和国陸軍
- トリニダード・トバゴ
  - トリニダード・トバゴ国防軍
- ハイチ
  - ハイチの軍事
- バハマ
  - バハマ国防軍
- バルバドス
  - バルバドス国防軍

### 南アメリカ
- アルゼンチン
  - アルゼンチン陸軍
- ウルグアイ
  - ウルグアイ陸軍
- エクアドル
  - エクアドル陸軍
- ガイアナ
  - ガイアナの軍事
- コロンビア
  - コロンビア陸軍
- スリナム
  - スリナムの軍事
- チリ
  - チリ陸軍
- パラグアイ
  - パラグアイ陸軍
- ブラジル
  - ブラジル陸軍
- ベネズエラ
  - ベネズエラ陸軍
- ペルー
  - ペルー陸軍
- ボリビア
  - ボリビア陸軍

## オセアニア

### 大陸部
- オーストラリア
  - オーストラリア陸軍

### ポリネシア
- キリバス
  - キリバスの軍事
- サモア
  - サモアの軍事
- ツバル
  - ツバルの軍事
- トンガ
  - トンガの軍事
- ニュージーランド
  - ニュージーランド陸軍

### ミクロネシア
- ナウル
  - ナウルの軍事
- パラオ
  - パラオの軍事
- マーシャル諸島
  - マーシャル諸島の軍事
- ミクロネシア連邦
  - ミクロネシア連邦の軍事

### メラネシア
- ソロモン諸島
  - ソロモン諸島の軍事
- バヌアツ
  - バヌアツの軍事
- パプアニューギニア
  - パプアニューギニア軍
- フィジー
  - フィジー陸軍

## ヨーロッパ

### 西ヨーロッパ
- アイルランド
  - アイルランド陸軍
- アンドラ
  - アンドラの軍事
- イギリス
  - イギリス陸軍
- オランダ
  - オランダ陸軍
- フランス
  - フランス陸軍
- ベルギー
  - ベルギー陸軍
- リヒテンシュタイン
  - リヒテンシュタインの軍事
- ルクセンブルク
  - ルクセンブルクの軍事

### 東ヨーロッパ
- アルバニア
  - アルバニア陸軍
- ウクライナ
  - ウクライナ陸軍
- クロアチア
  - クロアチア陸軍
- スロベニア
  - スロベニア陸軍
- セルビア
  - セルビア陸軍
- ブルガリア
  - ブルガリア陸軍
- ベラルーシ
  - ベラルーシ陸軍
- ボスニア・ヘルツェゴビナ
  - ボスニア・ヘルツェゴビナ陸軍
- 北マケドニア
  - マケドニア陸軍
- モルドバ
  - モルドバ陸軍
- モンテネグロ
  - モンテネグロ陸軍
- ルーマニア
  - ルーマニア陸軍
- ロシア
  - ロシア連邦陸軍

### 中央ヨーロッパ
- オーストリア
  - オーストリア陸軍
- スイス
  - スイス陸軍
- スロバキア
  - スロバキア陸軍
- チェコ
  - チェコ陸軍
- ドイツ
  - ドイツ連邦陸軍
- ハンガリー
  - ハンガリー陸軍
- ポーランド
  - ポーランド陸軍

### 南ヨーロッパ
- イタリア
  - イタリア陸軍
- キプロス
  - キプロスの軍事
- ギリシャ
  - ギリシャ陸軍
- サンマリノ
  - サンマリノの軍事
- スペイン
  - スペイン陸軍
- ポルトガル
  - ポルトガル陸軍
- マルタ
  - マルタの軍事
- モナコ
  - モナコの軍事

### 北欧諸国
- アイスランド
  - アイスランドの軍事
- スウェーデン
  - スウェーデン陸軍
- デンマーク
  - デンマーク陸軍
- ノルウェー
  - ノルウェー陸軍
- フィンランド
  - フィンランド陸軍

### バルト三国
- エストニア
  - エストニア陸軍
- ラトビア
  - ラトビア陸軍
- リトアニア
  - リトアニア陸軍

### その他
- 沿ドニエストル共和国
- コソボ